# BVI-Methode
Die BVI-Methode ist eine Methode zur Berechnung der Wertentwicklung von Investmentfonds und wurde vom BVI Bundesverband Investment und Asset Management entwickelt. 
Alle Kosten auf Fondsebene, also Management- oder Depotbankgebühren, werden berücksichtigt. Die individuellen Kosten des einzelnen Anlegers, zum Beispiel seine individuellen Depotgebühren oder der Ausgabeaufschlag, fließen nicht in die Berechnung ein, da diese sich von Bank zu Bank bzw. von Fondsgesellschaft zu Fondsgesellschaft unterscheiden. Somit spiegelt die Ermittlung nach Maßgabe der BVI-Methode ausschließlich die Wertentwicklung der durch den Fonds gehaltenen Anlagen abzüglich der angefallenen Kosten wider. Im Rahmen der Wertentwicklung auf der Ebene des einzelnen Anlegers sind folglich die auf dessen Ebene angefallen zusätzlichen Kosten zu berücksichtigen.
Bei der BVI-Methode werden die Anteilswerte eines Fonds zum Beginn und zum Ende des Berechnungszeitraumes verglichen. Dabei wird von einer Einmalanlage ausgegangen. Zudem werden auch die zwischenzeitlich erfolgten Ausschüttungen in die Berechnung aufgenommen. Um ausschüttende und wiederanlegende Fonds miteinander vergleichen zu können, wird davon ausgegangen, dass die Ausschüttung am gleichen Tag wieder zum Anteilswert (auch Inventarwert oder Rücknahmepreis genannt) angelegt wird.